# August Hüber
August Hüber (* 5. April 1782 in Baden-Baden; † 6. November 1832 in Rastatt) war ein deutscher Jurist, seit 1806 im badischen Staatsdienst stehend, und außerdem Abgeordneter der Badischen Ständeversammlung.

## Leben
August Hüber war der Sohn von Karl Hüber, Verwalter der Kollegiatkirche in Baden-Baden, und der Anna geborene Berger. 
Nach dem Studium der Rechtswissenschaften wurde Hüber ab 1804 Rechtspraktikant in Baden-Baden und 1805 beim Hofgericht in Rastatt. 1806 wurde er Hofgerichtsadvokat in Rastatt und ab dem 1. März 1810 Amtsassessor beim Oberamt Pforzheim, wo er am 11. März 1813 Amtmann beim zweiten Landamt wurde. Am 23. Dezember 1813 wurde er Amtmann beim Bezirksamt Philippsburg und danach ab dem 23. Januar 1819 Hofgerichtsrat beim Hofgericht in Rastatt. Zum 23. März 1823 wurde er Kreisrat beim Main- und Tauberkreis in Wertheim. Als letzte Station vor seinem Tod wurde er ab dem 25. Februar 1826 erneut Hofgerichtsrat in Rastatt.

## Politische Betätigung
In den Jahren 1819/20, 1822/23 und 1831 war er Abgeordneter der Badischen Ständeversammlung während der 1., 2. und 5. Wahlperiode für den Wahlbezirk 29 (Amt Bruchsal ohne die Stadt).